# Antonin Pikhart
Antonin Pikhart (7 de abril de 1861 - 1909), jurista, hispanista, catalanista y traductor checo.

## Biografía
Hizo estudios de Derecho y trabajó como magistrado del Tribunal civil de Praga. Viajó a España y permaneció algún tiempo en Barcelona. Usó los pseudónimos de "Al Fred", "Alfa", "Alfred" y "Alfred Antonovič". Tradujo a Ángel Guimerá al checo directamente desde el catalán e hizo también traducciones tanto de clásicos españoles (Don Quijote, de Cervantes, José Zorrilla) como de autores coetáneos: Juan Valera, Benito Pérez Galdós, Pío Baroja, Luis Coloma y otros. Sostuvo correspondencia con I. Herrmann, Vicente Blasco Ibáñez, J. V. Sládek y Ramón María del Valle-Inclán

## Obras
- Miguel de Cervantes, Důmyslný rytíř Don Quijote de la Mancha; ze španelštiný preložil A. Pikhart. Praha: Tiskem a nákladem J. Otty, 1898 y 1899, 2 vols.
- Luis Coloma, Maličkosti; ze španělštiny přeložil A. Pikhart. Nakladatel.údaje Praha: F. Šimáček, 1897.

- Datos: Q5697627
- Multimedia: Antonín Pikhart / Q5697627